# Коршунов, Николай Сергеевич
Никола́й Серге́евич Ко́ршунов (18 декабря 1910, Молога, Ярославская губерния — 25 августа 1989, Ленинград) — советский тромбонист и музыкальный педагог, солист ЗКР АСО Ленинградской филармонии, профессор Ленинградской консерватории, Заслуженный артист РСФСР (1963).

## Биография
В 1933 году Николай Коршунов окончил рабфак Ленинградской консерватории по классу Петра Волкова. В 1939 он окончил Ленинградскую консерваторию под руководством Евгения Рейхе, а в 1941 — аспирантуру консерватории.
С 1937 по 1972 год Коршунов был солистом Заслуженного коллектива РСФСР академического симфонического оркестра Ленинградской филармонии. В 1963 году ему было присвоено звание заслуженный артист РСФСР. С 1948 год он преподавал в Ленинградской консерватории, с 1958 год в звании доцента, с 1972 — профессора.
Народный артист РСФСР валторнист профессор Виталий Буяновский так пишет о Николае Сергеевиче:
Деятельность Коршунова - прямое продолжение традиций Петроградской-Ленинградской тромбоновой школы. Для неё характерно сочетание академичности, безупречного инструментализма с исконно русской распевностью, «очеловеченностью» интонирования. Коршунов овладел всеми этими качествами, демонстрируя их в исполнительстве и педагогике с присущими ему чертами индивидуальности. У него есть своя интерпретация тромбона, звучанию которого свойственны некоторая суровость, благородная сдержанность, своеобразная ритуальность... Особенно впечатляло оркестровое творчество Коршунова. Его уверенность в игре, точный расчёт динамики и характера звукоизвлечения, создающие ощущение опоры при исполнении сложных оркестровых эпизодов и объединяющие басовый регистр всего оркестра.
Среди его учеников многие известные тромбонисты, в том числе Виктор Сумеркин, Альберт Гжанянц и Олег Королёв, тубисты Заслуженный артист РСФСР Николай Новиков и Валентин Галузин.
Умер в 1989 году в Ленинграде, похоронен на Троекуровском кладбище.

## Аудиозаписи
- Дэниел Шпеер. Соната для 4-х тромбонов и общего баса ре минор
Аким Козлов, Виктор Венгловский, Николай Коршунов и Георгий Данилов (тромбоны) Нина Оксентян (орган)  на грампластинке «Музыка для духового ансамбля», запись 1971 года, Мелодия: № 133
- Дэниел Шпеер. Соната для 2-х труб, 3-х тромбонов и органа ля минор
Валентин Малков, Юрий Большиянов (трубы) Аким Козлов, Виктор Венгловский и Николай Коршунов (тромбоны), Нина Оксентян (орган)  на грампластинке «Музыка для духового ансамбля», запись 1971 года, Мелодия: № 133
- К.Сероцкий. Четыре пьесы из сюиты для 4-х тромбонов (соч. 1953 г.) /А.Дубенский. Кончерто гроссо для трёх тромбонов и тубы
Виктор Венгловский, Аким Козлов, Николай Коршунов и Георгий Данилов (тромбоны), Николай Куйванен (туба), Мелодия: Д-00021451 (недоступная ссылка)

## Примечание
1. ↑  Болотин С. В. . — Энциклопедический биографический словарь музыкантов-исполнителей на духовых инструментах. — 1-е издание, изд.: "Музыка", 1969, стр. 54.
2. ↑  Выдающиеся исполнители на медных духовых инструментах - профессора и преподаватели Санкт-Петербургской консерватории. Дата обращения: 27 февраля 2022. Архивировано 2 февраля 2020 года.
3. ↑  Формирование навыков вокализации в классе тромбона на примере упражнений А.Г.Васильева, Ф.Стейнера, В.А.Щербинина. Дата обращения: 27 февраля 2022. Архивировано 27 февраля 2022 года.